# فرودگاه هامبورگ (کانادا)
فرودگاه هامبورگ (کانادا) (به انگلیسی: Hamburg Aerodrome) یک فرودگاه خصوصی است که یک باند فرود شن دارد و طول باند آن ۱۳۴۹ متر است. این فرودگاه در شهر آلبرتا کشور کانادا قرار دارد و در ارتفاع ۷۷۴ متری از سطح دریا واقع شده‌است.